# Hàm Lyapunov
Trong lý thuyết phương trình vi phân thường (ODE), hàm Lyapunov là các hàm vô hướng có thể được sử dụng để chứng minh sự ổn định của một trạng thái cân bằng của một phương trình vi phân thường. Được đặt theo tên nhà toán học người Nga Aleksandr Mikhailovich Lyapunov, hàm Lyapunov (còn gọi là Phương pháp thứ hai của Lyapunov dành cho ổn định) rất quan trọng đối với lý thuyết ổn định của các hệ thống động học và lý thuyết điều khiển. Một khái niệm tương tự cũng xuất hiện trong lý thuyết về không gian trạng thái tổng quát xích Markov, thường được đặt tên là hàm Foster-Lyapunov.
Đối với các lớp nhất định của phương trình vi phân thường, sự tồn tại của các hàm Lyapunov là một điều kiện cần và đủ cho sự ổn định. Trong khi đó, không có kỹ thuật tổng quát để xây dựng các hàm Lyapunov cho phương trình vi phân thường, trong nhiều trường hợp cụ thể, việc xây dựng các hàm Lyapunov được biết đến. Ví dụ, các hàm bậc hai đủ cho các hệ thống với một trạng thái; lời giải của một bất đẳng thức ma trận tuyến tính đặc biệt cung cấp các hàm Lyapunov cho các hệ thống tuyến tính; và các định luật bảo toàn thường có thể được sử dụng để xây dựng các hàm Lyapunov cho các hệ thống vật lý.

## Định nghĩa của hàm Lyapunov
Một hàm Lyapunov cho một hệ thống động học tự hành
{\displaystyle g:\mathbb {R} ^{n}\to \mathbb {R} ^{n}}
{\displaystyle {\dot {y}}=g(y)\,}
với một điểm cân bằng tại {\displaystyle y=0} là một hàm vô hướng {\displaystyle V:\mathbb {R} ^{n}\to \mathbb {R} } là liên tục, có các đạo hàm liên tục, là xác định dương địa phương, và đối với {\displaystyle -\nabla {V}\cdot g} cũng là xác định dương cục bộ. Điều kiện  {\displaystyle -\nabla {V}\cdot g} là xác định dương cục bộ đôi khi được phát biểu là {\displaystyle \nabla {V}\cdot g} là xác định âm cục bộ.
Một hàm ứng cử Lyapunov cho một hệ thống động học tự hành
{\displaystyle g:\mathbb {R} ^{n}\to \mathbb {R} ^{n}}
{\displaystyle {\dot {y}}=g(y)\,}
với một điểm cân bằng tại {\displaystyle y=0} {\displaystyle V:\mathbb {R} ^{n}\to \mathbb {R} } là liên tục, có các vi phân liên tục, và là xác định dương địa phương. Do đó, một hàm Lyupanov là một hàm ứng cử Lyupanov mà{\displaystyle -\nabla {V}\cdot g} là xác định dương địa phương. 

### Thảo luận thêm về các điều khoản phát sinh trong định nghĩa
Các hàm Lyapunov phát sinh trong việc nghiên cứu các điểm cân bằng của các hệ thống động học. Trong miền {\displaystyle \mathbb {R} ^{n}}, một hệ thống động học tự hành tùy ý có thể được viết dưới dạng
{\displaystyle {\dot {y}}=g(y)\,}
for some smooth {\displaystyle g:\mathbb {R} ^{n}\to \mathbb {R} ^{n}}.
Một điểm cân bằng là một điểm {\displaystyle y^{*}}{\displaystyle g(y^{*})=0}. Cho một điểm cân bằng, {\displaystyle y^{*}}, luôn tồn tại một phép biến đổi tọa độ {\displaystyle x=y-y^{*}\,}, mà:
{\displaystyle {\dot {x}}={\dot {y}}=g(y)=g(x+y^{*})=f(x)\,}
{\displaystyle f(0)=0.}
Như vậy, trong nghiên cứu các điểm cân bằng, nó là đủ để giả định điểm cân bằng xảy ra tại {\displaystyle 0}.
Bằng quy tắc dây chuyền, cho bất kỳ hàm nào, {\displaystyle H:\mathbb {R} ^{n}\to \mathbb {R} }, vi phân thời gian của hàm được đánh giá cùng một lời giải của hệ thống động học là 
{\displaystyle {\dot {H}}={\frac {d}{dt}}H(x(t))={\frac {\partial H}{\partial x}}\cdot {\frac {dx}{dt}}=\nabla H\cdot {\dot {x}}=\nabla H\cdot g(x).}
Hàm {\displaystyle H} được định nghĩa là hàm xác định dương địa phương nếu
{\displaystyle H(0)=0\,}
{\displaystyle H(x)>0\quad \forall x\in {\mathcal {B}}\setminus \{0\}.}

## Định lý Lyapunov cơ bản cho các hệ thống tự hành
Cho
{\displaystyle x^{*}=0\,}
là một trạng thái cân bằng của hệ thống tự hành
{\displaystyle {\dot {x}}=f(x).\,}
và sử dụng ký hiệu {\displaystyle {\dot {V}}(x)} để biểu thị
{\displaystyle {\dot {V}}(x)={\frac {d}{dt}}V(x(t))={\frac {\partial V}{\partial x}}\cdot {\frac {dx}{dt}}=\nabla V\cdot {\dot {x}}=\nabla V\cdot f(x)}
đó là vi phân thời gian của hàm ứng viên Lyapunov {\displaystyle V}.

### Trạng thái cân bằng tại địa phương tiệm ổn định
Nếu {\displaystyle V} là một hàm Lyapunov, thì cân bằng là ổn định tiệm cận địa phương.
Điều ngược lại cũng đúng, và đã được chứng minh bởi J. L. Massera.

### Cân bằng ổn định
Nếu hàm ứng viên Lyapunov {\displaystyle V} là xác định dương địa phương và vi phân thời gian của hàm ứng viên Lyapunov là nửa xác định âm địa phương:
{\displaystyle {\dot {V}}(x)\leq 0\quad \forall x\in {\mathcal {B}}\setminus \{0\}}
Trong lý thuyết phương trình vi phân thường (ODE), hàm Lyapunov là các hàm vô hướng có thể được sử dụng để chứng minh sự ổn định của một trạng thái cân bằng của một phương trình vi phân thường. Được đặt theo tên nhà toán học người Nga Aleksandr Mikhailovich Lyapunov, hàm Lyapunov (còn gọi là Phương pháp thứ hai của Lyapunov dành cho ổn định) rất quan trọng đối với lý thuyết ổn định của các hệ thống động học và lý thuyết điều khiển. Một khái niệm tương tự cũng xuất hiện trong lý thuyết về không gian trạng thái tổng quát xích Markov, thường được đặt tên là hàm Foster-Lyapunov.

### Trạng thái cân bằng ổn định tiệm cận toàn cục
Nếu hàm ứng viên Lyapunov {\displaystyle V}là xác định dương toàn cục, vô biên tia và đạo hàm thời gian của hàm ứng viên Lyapunov là xác định âm toàn cục:
{\displaystyle {\dot {V}}(x)<0\quad \forall x\in \mathbb {R} ^{n}\setminus \{0\},}
thì cân bằng được chứng minh là ổn định tiệm cận toàn cục.
Đối với các lớp nhất định của phương trình vi phân thường, sự tồn tại của các hàm Lyapunov là một điều kiện cần và đủ cho sự ổn định. Trong khi đó, không có kỹ thuật tổng quát để xây dựng các hàm Lyapunov cho phương trình vi phân thường, trong nhiều trường hợp cụ thể, việc xây dựng các hàm Lyapunov được biết đến. Ví dụ, các hàm bậc hai đủ cho các hệ thống với một trạng thái; lời giải của một bất đẳng thức ma trận tuyến tính đặc biệt cung cấp các hàm Lyapunov cho các hệ thống tuyến tính; và các định luật bảo toàn thường có thể được sử dụng để xây dựng các hàm Lyapunov cho các hệ thống vật lý.
{\displaystyle \|x\|\to \infty \Rightarrow V(x)\to \infty .}
Một hàm Lyapunov cho một hệ thống động học tự hành

## Ví dụ
Hãy xem xét phương trình vi phân sau với nghiệm {\displaystyle x} nằm trên {\displaystyle \mathbb {R} }:
{\displaystyle {\dot {x}}=-x.}
với một điểm cân bằng tại {\displaystyle y=0} là một hàm vô hướng {\displaystyle V:\mathbb {R} ^{n}\to \mathbb {R} } là liên tục, có các đạo hàm liên tục, là xác định dương địa phương, và đối với {\displaystyle -\nabla {V}\cdot g} cũng là xác định dương địa phương. Điều kiện  {\displaystyle -\nabla {V}\cdot g} là xác định dương địa phương đôi khi được phát biểu là {\displaystyle \nabla {V}\cdot g} là xác định âm địa phương.
{\displaystyle {\dot {V}}(x)=V'(x)f(x)=2x\cdot (-x)=-2x^{2}<0.}
Điều này cho thấy một cách chính xác rằng các phương trình vi phân trên, {\displaystyle x}, là ổn định tiệm cận về nguồn gốc. Lưu ý rằng nếu sử dụng cùng hàm ứng viên Lyapunov, ta có thể thấy rằng, cân bằng cũng là ổn định tiệm cận toàn cục.